# Jean Behra
Jean Behra (n. 16 februarie 1921, Nisa - d. 1 august 1959, Berlin) a fost un pilot francez de Formula 1 care a evoluat în Campionatul Mondial între anii 1952 și 1959.
1. ↑  Jean Behra, Find a Grave, accesat în 9 octombrie 2017
2. ↑  Jean Marie Behra, Baza de date Léonore, accesat în 9 octombrie 2017
3. 1 2  Autoritatea BnF, accesat în 10 octombrie 2015
4. 1 2 3 4  Autoritatea BnF, accesat în 20 decembrie 2022